# Двести рублей (Беларусь)
Две́сти рубле́й (бел. Дзвесце рублёў) — номинал банкноты, использующейся в Беларуси с 1992 года (с перерывом с 2001 по 2016 год).

## История
Первая 200-рублёвая банкнота в Беларуси была введена в обращение 25 мая 1992 года. Выведена из обращения 1 января 2001 года.
В связи с проведением денежной реформы с 1 июля 2016 года в обращение была введена новая банкнота номиналом в 200 рублей образца 2009 года, соответствующая 10 банкнотам по 200 000 рублей образца 2000 года. Новые денежные знаки были отпечатаны британской фирмой «De La Rue» ещё в 2009 году. Ввести новые банкноты в обращение в год изготовления не позволил кризис, из-за чего их передали в Центральное хранилище Национального банка.

## Характеристика

### 200 рублей 1992 года
На лицевой стороне изображён вид на привокзальную площадь Минска, а именно архитектурный ансамбль двух зданий-башен, называемый «Ворота Минска». В правом верхнем углу помещена надпись «ДЗВЕСЦЕ РУБЛЁЎ» и цифровое обозначение номинала — «200». Слева от изображения в узорном орнаменте размещено крупное цифровое обозначение номинала, а над ним — номер и серия банкноты. Слева вверху изображён специальный узорный элемент. В нижней части банкноты проходит узорная кайма, обрамлённая защитными надписями в 3 строки сверху и снизу «РЭСПУБЛІКАБЕЛАРУСЬ», выполненными мелким шрифтом.
На оборотной стороне в узорном орнаменте помещён герб Погоня, слева и справа от которого изображены цифровые обозначения номинала. В верхней части банкноты через всё поле проходит узорная кайма, в нижней части проходят две узорные каймы, между которыми размещается надпись «РАЗЛІКОВЫ БІЛЕТ НАЦЫЯНАЛЬНАГА БАНКА БЕЛАРУСІ». В правой нижней части обозначен год — «1992». В верхней правой части надпись мелкими буквами «ПАДРОБКА РАЗЛІКОВЫХ БІЛЕТАЎ НАЦЫЯНАЛЬНАГА БАНКА БЕЛАРУСІ ПРАСЛЕДУЕЦЦА ПА ЗАКОНУ».

### 200 рублей 2009 года
Размер банкноты 155 × 72 мм. Банкнота посвящена Могилёвской области, соответствие области номиналу банкноты было определено по алфавиту.
На лицевой стороне изображён Могилёвский областной художественный музей имени П. В. Масленикова, на оборотной — коллаж, посвящённый теме ремесла и градостроительства (золотой ключ и печать Могилёва, кафля (печной изразец), фрагменты кованой решётки). Слева от основного изображения на незапечатанном поле расположен локальный полутоновый водяной знак, повторяющий фрагмент основного изображения лицевой стороны банкноты. По центру сверху вниз проходит металлизированная защитная нить оконного (ныряющего) типа. Для слабовидящих в левом нижнем углу находится геометрическая фигура имеет увеличенную толщину красочного слоя. Фрагменты изображения номинала вверху слева на лицевой и вверху справа на оборотной сторонах банкнот совмещаются на просвет, образуя цельное изображение номинала банкнот.
На лицевой стороне в крайнем правом углу горизонтально и в левой части вертикально помещена надпись «ДЗВЕСЦЕ РУБЛЁЎ». В левом верхнем углу и в центральной части помещено цифровое обозначение номинала — «200». Вверху незапечатанного поля помещены надписи «Старшыня Праўлення» и «2009», а также факсимиле подписи на тот момент главы Нацбанка П. Прокоповича. В верхнем правом углу помещена надпись «НАЦЫЯНАЛЬНЫ БАНК РЭСПУБЛІКІ БЕЛАРУСЬ».
На оборотной стороне в левом нижнем углу помещён номинал банкноты «200 РУБЛЁЎ», а в правом верхнем углу цифровое обозначение номинала — «200», которое при наклоне банкноты меняют цвет. В левом верхнем и правом нижнем углах размещены серия и номер банкноты.

## Памятные банкноты
| Серия                 | Дата выпуска | Тираж    | Описание банкноты                                                   | Описание банкноты | Изображение     | Изображение       |
| Серия                 | Дата выпуска | Тираж    | Лицевая сторона                                                     | Оборотная сторона | Лицевая сторона | Оборотная сторона |
| --------------------- | ------------ | -------- | ------------------------------------------------------------------- | --- | --------------- | ----------------- |
| Мая краіна — Беларусь | 15 июля 2016 | 999 экз. | Могилёвский областной художественный музей имени П. В. Масленикова. | Коллаж, посвящённый теме ремесла и градостроительства (золотой ключ и печать Могилёва, кафля (печной изразец), фрагменты кованой решётки). |                 |                   |